# Ammar El Sherei
Ammar Ali Mohamed Ibrahim Ali Al Sherei (en árabe: عمار علي محمد إبراهيم علي الشريعي‎), más conocido comúnmente como Ammar El Sherei (16 de abril de 1948 – 7 de diciembre de 2012) fue un icono de la música, intérprete y compositor egipcio.

## Primeros años y educación
Sherei nació ciego, el 16 de abril de 1948 en la localidad de Samalot, a 25 km de Minya, en el Alto Egipto, de una gran familia de Al Shereis. Su padre fue alcalde del pueblo. A los cinco años, su familia se trasladó a El Cairo, donde asistió al Centro de Demostración para la Rehabilitación y la Formación de los Ciegos (DCRTB). Estudió inglés en la Universidad de Ain Shams y se graduó en 1970. Continuó sus estudios en los Estados Unidos y en Gran Bretaña. Asistió a la Royal Academy of Music de Londres. También recibió tres doctorados, entre ellos uno de la Sorbona, en Francia.

## Carrera
Después de su graduación, Sherei trabajó como músico de acordeón. Actuó en las discotecas de El Cairo y, a continuación, en la Golden Music Band, que fue una banda famosa de esa época de Egipto. Se hizo compositor en 1975. Tocó el piano, el arpa, el teclado y el bajo. Sherei compuso y escribió bandas sonoras y partituras para películas, series de televisión y telenovelas. También fue presentador del programa de radio y televisión A Diver in a Sea of Tunes (Un buzo en un mar de melodías). Compuso más de 150 canciones para la mayoría de las principales estrellas de la música del mundo árabe, incluyendo Warda, Latifa y Ali El Haggar. También fue profesor asistente de la Academia de Artes.

## Vida personal
Se casó a los 43 años. Tuvo un hijo.

## Fallecimiento y funeral
Falleció a los 64 años de una insuficiencia cardiaca en el Hospital Al Safa de El Cairo el 7 de diciembre de 2012. Su funeral se organizó en la noche del 10 de diciembre de 2012 en la mezquita de Al Rahman Al Rehim de El Cairo, con la asistencia de varias figuras de alto perfil, funcionarios del gobierno y artistas.